# Бойко Людмила Василівна
Людмила Василівна Бойко (народилася 28 серпня 1957, Дніпропетровськ, Українська РСР) — українська науковицяматеріалознавець, доктор технічних наук (1998).

## Біографія
Людмила Бойко народилася 28 серпня 1957 року в місті Дніпропетровсь(нині — Дніпро).
1979 року вона закінчила Дніпропетровський металургійний інститут (тепер Національна металургійна академія України). Відтоді її професійна діяльність незмінно пов'язана з цим закладом.

## Наукова та професійна діяльність
1979–1981 — інженерка кафедри металознавства.
1981–1985 — молодша наукова співробітниця.
1985–1999 — старша наукова співробітниця.
1986–1993 — керівниця науково-технічного сектору з розробки газарів на основі жароміцних сплавів, призначених для використання в ракетно-космічних апаратах.
З 1999 — провідна наукова співробітниця спеціального конструкторсько-технологічного бюро «Сплав».
1998 року Людмила Бойко здобула науковий ступінь доктора технічних наук.

## Основні наукові дослідження
Головний напрям наукових досліджень Людмили Бойко — механізм утворення газокристалічної структури при газоевтектичній кристалізації.
Вона є авторкою низки важливих наукових розробок та теорій:
Створила феноменологічну модель газоевтектичної кристалізації.
Розробила морфологічну класифікацію нового класу пористих матеріалів, які отримали назву газари.
Запропонувала метод прогнозування структури цих матеріалів.
Вивчала особливості взаємодії феромагнітних металів з воднем при температурах, близьких до температури Кюрі.

## Основні праці
«Взаимодействие водорода с ферромагнитными металлами» // Металлургия и коксохимия. — 1987. — № 32.
«Особенности механизма газоэвтектической кристаллизации» // Теория и практика металлургии. — 1997. — № 2.
«Морфология газарита — упорядоченной газоэвтектической структуры» // Теория и практика металлургии. — 1997. — № 3.
«Застосування водню для виробництва матеріалів із регулярною пористістю» // ФХММ. — 2000. — Т. 36, № 4.